# Gratiola mauretanica
Gratiola mauretanica är en grobladsväxtart som först beskrevs av Marie Louis Emberger och Maire, och fick sitt nu gällande namn av I.Soriano och T.Romero. Gratiola mauretanica ingår i släktet jordgallor, och familjen grobladsväxter. Inga underarter finns listade i Catalogue of Life.